# Saúl García Cabrero
Saúl García Cabrero (Vioño de Piélagos, Cantabria, 9 de noviembre de 1994), conocido deportivamente como Saúl, es un futbolista español. Juega de lateral izquierdo y su equipo es el Racing de Santander de la Segunda División de España.

## Trayectoria
Sus inicios comenzaron en el equipo de su pueblo, el C. F. Vimenor, en Vioño de Piélagos. Unos años más tarde, se convirtió en jugador del Racing de Santander, pasando por todas las categorías, pero donde más destacó fue en el filial y en el primer equipo, donde vivió el ascenso a la Segunda División y el descenso nuevamente a 2.ªB.
El 29 de diciembre de 2014 se hizo oficial su fichaje por el Deportivo de La Coruña para lo que quedaba de temporada y las cuatro próximas, permaneciendo cedido en el Racing lo que quedaba de la temporada 2014-15.
El 24 de diciembre de 2015 se hizo oficial su cesión al C. D. Tenerife para lo que restaba de la temporada 2015-16.
El 13 de agosto de 2016 se hizo oficial su cesión al Girona F. C. para la temporada 2016-17.
El 30 de diciembre se hizo oficial su cesión al R. C. D. Mallorca para la que restaba de la temporada 2016-17.
El 27 de junio de 2019 se hizo oficial su fichaje por el Deportivo Alavés para cuatro temporadas, tras finalizar contrato con el Real Club Deportivo de La Coruña.
El 2 de septiembre de 2019 se hizo oficial su cesión al Rayo Vallecano para la temporada 2019-20.
El 28 de septiembre de 2020 se hizo oficial su cesión al Real Sporting de Gijón para la temporada 2020-21.
El 29 de julio de 2022 rescindió su contrato con el Deportivo Alavés y regresó al Racing de Santander tras firmar por dos años.

## Clubes
Actualizado al último partido disputado el 12 de junio de 2025. Resaltadas temporadas en calidad de cesión.
| Club                             | Liga          | Temporada     | Liga  | Liga  | Liga   | Copas nacionales | Copas nacionales | Copas nacionales | Copas internacionales | Copas internacionales | Copas internacionales | Total | Total | Total  |
| Club                             | Liga          | Temporada     | Part. | Goles | Asist. | Part.            | Goles            | Asist.           | Part.                 | Goles                 | Asist.                | Part. | Goles | Asist. |
| -------------------------------- | ------------- | ------------- | ----- | ----- | ------ | ---------------- | ---------------- | ---------------- | --------------------- | --------------------- | --------------------- | ----- | ----- | ------ |
| Racing de Santander “B” · España | 2.ª B         | 2012-13       | 25    | 0     | 1      | —                | —                | —                | —                     | —                     | —                     | 25    | 0     | 1      |
| Racing de Santander “B” · España | Total club    | Total club    | 25    | 0     | 1      | 0                | 0                | 0                | 0                     | 0                     | 0                     | 25    | 0     | 0      |
| Racing de Santander · España     | 2.ª B         | 2013-14       | 34    | 1     | 2      | 8                | 0                | 0                | —                     | —                     | —                     | 42    | 1     | 2      |
| Racing de Santander · España     | 2.ª           | 2014-15       | 18    | 0     | 1      | —                | —                | —                | —                     | —                     | —                     | 18    | 0     | 1      |
| Racing de Santander · España     | 2.ª           | 2014-15       | 18    | 0     | 1      | —                | —                | —                | —                     | —                     | —                     | 18    | 0     | 1      |
| Deportivo de La Coruña · España  | 2.ª           | 2015-16       | —     | —     | —      | 2                | 0                | 0                | —                     | —                     | —                     | 2     | 0     | 0      |
| C. D. Tenerife · España          | 2.ª           | 2015-16       | 20    | 0     | 2      | —                | —                | —                | —                     | —                     | —                     | 20    | 0     | 2      |
| C. D. Tenerife · España          | Total club    | Total club    | 20    | 0     | 2      | 0                | 0                | 0                | 0                     | 0                     | 0                     | 20    | 0     | 2      |
| Girona F. C. · España            | 2.ª           | 2016-17       | 6     | 0     | 0      | 1                | 0                | 0                | —                     | —                     | —                     | 7     | 0     | 0      |
| Girona F. C. · España            | Total club    | Total club    | 6     | 0     | 0      | 1                | 0                | 0                | 0                     | 0                     | 0                     | 7     | 0     | 0      |
| R. C. D. Mallorca · España       | 2.ª           | 2016-17       | 11    | 0     | 1      | —                | —                | —                | —                     | —                     | —                     | 11    | 0     | 1      |
| R. C. D. Mallorca · España       | Total club    | Total club    | 11    | 0     | 1      | 0                | 0                | 0                | 0                     | 0                     | 0                     | 11    | 0     | 1      |
| Deportivo de La Coruña · España  | 1.ª           | 2017-18       | —     | —     | —      | 1                | 0                | 0                | —                     | —                     | —                     | 1     | 0     | 0      |
| C. D. Numancia · España          | 2.ª           | 2017-18       | 21    | 0     | 0      | 1                | 0                | 1                | —                     | —                     | —                     | 22    | 0     | 1      |
| C. D. Numancia · España          | Total club    | Total club    | 21    | 0     | 0      | 1                | 0                | 1                | 0                     | 0                     | 0                     | 22    | 0     | 1      |
| Deportivo de La Coruña · España  | 2.ª           | 2015-16       | 24    | 0     | 2      | —                | —                | —                | —                     | —                     | —                     | 24    | 0     | 2      |
| Deportivo de La Coruña · España  | Total club    | Total club    | 24    | 0     | 2      | 3                | 0                | 0                | 0                     | 0                     | 0                     | 27    | 0     | 2      |
| Rayo Vallecano · España          | 2.ª           | 2019-20       | 17    | 0     | 1      | 4                | 0                | 1                | —                     | —                     | —                     | 21    | 0     | 2      |
| Rayo Vallecano · España          | Total club    | Total club    | 17    | 0     | 1      | 4                | 0                | 1                | 0                     | 0                     | 0                     | 21    | 0     | 2      |
| Sporting de Gijón · España       | 2.ª           | 2020-21       | 36    | 0     | 3      | 3                | 0                | 0                | —                     | —                     | —                     | 39    | 0     | 3      |
| Sporting de Gijón · España       | Total club    | Total club    | 36    | 0     | 3      | 3                | 0                | 0                | 0                     | 0                     | 0                     | 39    | 0     | 3      |
| Deportivo Alavés · España        | 1.ª           | 2021-22       | 1     | 0     | 0      | 1                | 0                | 0                | —                     | —                     | —                     | 2     | 0     | 0      |
| Deportivo Alavés · España        | Total club    | Total club    | 1     | 0     | 0      | 1                | 0                | 0                | 0                     | 0                     | 0                     | 2     | 0     | 0      |
| Racing de Santander · España     | 2.ª           | 2022-23       | 28    | 1     | 1      | —                | —                | —                | —                     | —                     | —                     | 28    | 1     | 1      |
| Racing de Santander · España     | 2.ª           | 2023-24       | 32    | 0     | 2      | —                | —                | —                | —                     | —                     | —                     | 32    | 0     | 2      |
| Racing de Santander · España     | 2.ª           | 2024-25       | 22    | 0     | 2      | 3                | 0                | 0                | —                     | —                     | —                     | 25    | 0     | 2      |
| Racing de Santander · España     | Total club    | Total club    | 152   | 2     | 9      | 11               | 0                | 0                | 0                     | 0                     | 0                     | 163   | 2     | 9      |
| Total carrera                    | Total carrera | Total carrera | 313   | 2     | 19     | 24               | 0                | 2                | 0                     | 0                     | 0                     | 337   | 2     | 21     |
| 1. 2.                            |               |               |       |       |        |                  |                  |                  |                       |                       |                       |       |       |        |